# لیودمیلا فرولوا
لیودمیلا فرولوا (انگلیسی: Lyudmila Frolova؛ زادهٔ ۲۹ ژوئیهٔ ۱۹۵۳) بازیکن هاکی روی چمن اهل اتحاد جماهیر شوروی سوسیالیستی است.